# Леруа де Сент-Арно, Арман Жак Ашиль
Арма́н Жак Аши́ль Леруа́ де Сент-Арно́ (фр. Armand Jacques Achille Leroy de Saint-Arnaud; 20 августа 1798, Бордо — 29 сентября 1854) — французский военачальник и государственный деятель, маршал Франции (2 декабря 1852), участник Крымской войны.

## Биография
Уроженец Парижа, сын мелкого буржуа, первоначально носил имя Жан Доминик Леруа. В 1817 году начал службу во французской армии, в 1820 году, в чине подпоручика, поступил в отряд телохранителей (Garde du-Corps) короля Людовика XVIII, но вскоре был уволен по требованию роты за воровство.
В 1822 году как филэллин отправился в Грецию, побывал в плену у турецких пиратов, искал счастья в Италии, Бельгии и Англии. Во время своих похождений выучил несколько иностранных языков.
В 1827 году родственникам удалось с трудом вернуть его в ряды армии. Но когда 49-й полк, в котором он служил, получил назначение отправляться в Гваделупу, Сент-Арно не оказалось налицо. Он подвергся преследованию как дезертир, зарабатывал на жизнь учителем фехтования и музыки, был актёром под псевдонимом Флориваль, прошёл через тюремное заключение за неуплату долгов.
После Июльской революции 1830 года выдавал себя за жертву своих либеральных убеждений. В армии, которую покинуло много офицеров-легитимистов, появилось большое количество вакансий, и ему удалось поступить вновь подпоручиком в 64-й полк, куда он явился под именем Сент-Арно. Вскоре получил чин лейтенанта.
В течение одного года он находился в городе Бле, будучи адъютантом генерала Бюжо, содержавшего под стражей герцогиню Беррийскую, пытавшуюся в 1832 году осуществить государственный переворот в пользу своего сына графа де Шамбора. Получил скандальную известность, подписав официальный протокол о рождении герцогиней Беррийской в тюрьме 10 мая 1833 года дочери от итальянского маркиза Луккези Палли, с которым она состояла в тайном браке. Сопровождал герцогиню после её освобождения в Палермо.
Вернувшись в свой полк, столкнулся с остракизмом со стороны его офицеров, и перевёлся в Иностранный легион.
В ходе завоевания Алжира проявил себя храбрым солдатом, в 1837 году был произведён в капитаны. Вскоре был уличён генерал-инспектором Рюльером в крупной растрате, но его батальонный командир Бедо смог замять дело.
В 1840 году получил батальон. Командуя батальоном, Сент-Арно некоторое время находился в Меце, но когда Бюжо был назначен генерал-губернатором в Алжир, он, вместе с Бюжо, вернулся туда и служил в зуавах под начальством Кавеньяка.
В 1842 году он был уже подполковником 53-го полка, а в 1844 году — полковником и начальником Орлеанвильской поддивизии.
В 1847 году за взятие в плен арабского старшины Бу-Мазы Сент-Арно произведён в бригадные генералы.
Во время революции 1848 года он находился в отпуске в Париже. Здесь Бюжо поручил ему начальство над бригадой, с которой он взял штурмом баррикады на улице Ришельё, а потом занял полицейскую префектуру. При отступлении войск он был захвачен в плен народом; но скоро, выпущенный на свободу, опять вернулся в Африку, где при Л. Кавеньяке командовал Мостаганемской поддивизией, при Н. Шангарнье — Алжирской, а в 1850 году принял начальство над Константинской провинцией.
В 1851 году он был назначен главным начальником экспедиции в Малую Кабилию, счастливо окончил её, произведён в дивизионные генералы, непосредственно за тем вызван во Францию и назначен начальником 2-й дивизии Парижской армии.
26 октября 1851 года принц-президент Луи-Наполеон Бонапарт  назначил Сент-Арно военным министром. Он осторожно подготовил для Луи-Наполеона государственный переворот 2 декабря 1851 года и ровно через год после этого, при восстановлении Империи, сделан маршалом Франции, затем обер-шталмейстером императора.
Когда Франция заключила союз с Турцией против России, началась Восточная война, Сент-Арно получил 24 марта 1854 года главное начальство над французской Восточной армией. Несмотря на плохое состояние здоровья, он командовал ею в Варне, во время высадки в Евпатории, в сражении на Альме и при движении к Севастополю более часа в седле приветствовал после победы проходящие войска у моста через Качу, но уже 26 сентября вынужден был передать начальство командиру 1-й дивизии Ф. Канроберу и через три дня умер от холеры на пути в Константинополь.
Армии зачитали приказ, цитируется по воспоминаниям Ж. Эрбе: «Воины!
Провидение отказывает вашему главнокомандующему в возможности вести вас по славному пути, открывающемуся впереди. Побежденный жестокою болезнью, с которой бесполезно боролся, он взирает на это с глубоким горем, но сумеет исполнить настоятельную обязанность, вынуждаемую обстоятельствами, сдать командование армией, тяжесть чего нести ему не дозволяет навсегда расстроенное здоровье. Воины, вы пожалеете меня, так как несчастье мое велико, невознаградимо и, может быть, беспримерно».
Передаю командование генералу Канроберу».

## Труды
После его смерти появились его «Lettres» (2 изд., 2 т., Париж, 1864), написанные не без таланта.

## Память
- Его именем в австралийской провинции Виктория назван город Сент-Арно[англ.]. Многие его топонимы, улицы, скверы, названы в память событий Крымской войны.

## Комментарии
1. ↑  Согласно некоторым источникам, родился в Бордо.
2. ↑  Им обоим Сент-Арно отплатил чёрной неблагодарностью. Став военным министром накануне государственного переворота 2 декабря 1851 года, он приказал уволить из армии Рюльера и арестовать генерала Бедо[1].
3. ↑  У Сент-Арно отказывало сердце, началась малярия[источник не указан 2210 дней], на что наложились симптомы ещё какой-то болезни, которую врачи не могли иденцифицировать. По некоторым данным, Сент-Арно страдал от рака желудка последние 10 лет своей жизни[2].